# Меняйло, Анатолий Тихонович
Анатолий Тихонович Меняйло (12.05.1908 — 1976) — советский учёный в области разработки технологии и синтеза алифатических спиртов и альдегидов, доктор технических наук, профессор, лауреат Сталинской премии (1950).

## БиограИ
Родился 12.05.1908 в с. Грунь (в советское время — Сумская область, Груньский район).
С 1938 служил в РККА и НКВД. Во время войны получил звание подполковник.
В 1945—1955 гг. директор предприятия, которое в разные периоды называлось Государственный завод № 5 МХП и Государственный завод № 135 МХП (Ярославль, разработка технологии производства некоторых типов синтетических каучуков, бутадиена, изопрена, изобутилена из нефтяного сырья, ныне НИИ «Ярсинтез»).
Предложил способ пиролиза углеводородов в потоке газообразного теплоносителя.
Сталинская премия 1950 года — за разработку и внедрение в промышленность катализатора нового химического процесса.
С января 1955 по январь 1975 года директор Научно-исследовательского института синтетических спиртов и органических продуктов (ВНИИОС).
В 1967 г. защитил докторскую диссертацию:
- Исследования в области разработки технологии и синтеза алифатических спиртов и альдегидов : диссертация … доктора технических наук : 05.00.00. — Москва, 1967. — 238 с. : ил.

С января 1975 г. на пенсии.
Умер в 1976 г. Похоронен на 1 участке Введенского кладбища.